# United States Indo-Pacific Command
Das United States Indo-Pacific Command (USINDOPACOM; deutsch Indopazifisches Kommando der Vereinigten Staaten) ist eines von elf Unified Combatant Commands der US-Streitkräfte, dessen geografischer Zuständigkeitsbereich im pazifischen und südostasiatischen Raum liegt. 1947 als United States Pacific Command (USPACOM) gegründet, wurde am 30. Mai 2018 das Präfix „Indo-“ ergänzt, um die gewachsene Bedeutung des indischen und südostasiatischen Raumes widerzuspiegeln. Als oberste Kommandodienststelle hat es den Befehl über die gesamten regulär in der Region stationierten Truppen der Vereinigten Staaten. Seit 2021 ist Admiral John C. Aquilino 26. Kommandeur des USINDOPACOM. Das Hauptquartier Camp H. M. Smith befindet sich in Hālawa bei Honolulu im US-Bundesstaat Hawaii.

## Geschichte
Das PACOM wurde am 1. Januar 1947 von US-Präsident Harry S. Truman eingerichtet und in Honolulu (Hawaii) stationiert. Es ist damit das älteste und größte der Unified Combatant Commands. Dem Kommando waren alle US-Einheiten der Region, die von den USA während des Zweiten Weltkrieges als Pacific Theater of Operations bezeichnet wurde, unterstellt. Eine Ausnahme bildeten Japan, Korea, die Ryūkyū-Inseln, die Philippinen, die Marianen und die Bonin-Inseln, die bis 1957 im Zuständigkeitsbereich des Far East Command (FECOM) lagen, dann jedoch ebenfalls dem PACOM unterstellt wurden. Bis zum 13. Januar 1958 unterstand dem Befehlshaber des PACOM auch die US-Pazifikflotte, über die er bis 1956 noch den direkten Befehl führte. Diese wurde dem PACOM als maritime Komponente unterstellt und bekam einen eigenen Befehlshaber. Die nächste Erweiterung erfolgte 1972 unter Präsident Richard Nixon, der das zum PACOM gehörende Operationsgebiet auf Südasien, den Großteil des Indischen Ozeans, die Aleuten und Teile des Arktischen Ozeans ausdehnte. Wenig später erweiterte man die Zuständigkeit auf den gesamten Indischen Ozean und dessen Inseln mit Ausnahme Madagaskars sowie auf den Golf von Aden und den Golf von Oman. Unter Präsident Ronald Reagan kamen 1983 die China, die Mongolei, Nordkorea und Madagaskar zum Zuständigkeitsbereich hinzu.
1986 schrieb der Goldwater-Nichols Act, der die Kommandostruktur der US-Streitkräfte reorganisierte, die Kompetenzen der Befehlshaber der einzelnen Unified Combatant Commands fest.
Von 1989 bis in das Jahr 2000 wurde der Zuständigkeitsbereich des PACOM wieder schrittweise reduziert. 1989 wurden die Operationsgebiete des Golf von Oman und des Golf von Aden, 1996 das Arabische Meer und Teile des Indischen Ozeans dem CENTCOM unterstellt. Und schließlich wurden im Jahre 2000 die Küstenstreifen des Indischen Ozeans von Tansania, Mosambik und Südafrika dem United States European Command (EUCOM) zugeteilt.
Da nach den Ereignissen des 11. Septembers der Fokus der US-Militärstrategen mehr in Richtung des Nahen Ostens ging, wurde die Kommandostruktur der US-Streitkräfte 2002 abermals reformiert. Erstmals wurde so die gesamte Erdoberfläche den verschiedenen Unified Combatant Commands zugewiesen. Infolge dieser Reformen wurde das United States Northern Command (NORTHCOM) geschaffen, um die „Innere Sicherheit“ (homeland security) der USA zu verbessern. Diesem neuen Regionalkommando wurde auch die Westküste der USA als Operationsbereich überstellt und so aus dem Verantwortungsbereich des PACOM ausgegliedert. Im Zuge der Umstrukturierungen wurde das Gebiet von Alaska NORTHCOM zugeteilt, während das Truppenkommando der dort stationierten US-Streitkräfte beim PACOM verblieb. Ebenfalls wurde die Antarktis in die Zuständigkeit von PACOM verlagert.
Als letzter großer Aspekt der Reform sind die Kommandoverhältnisse, die Russland betreffen, zu nennen. Obwohl das gesamte Staatsgebiet Russlands EUCOM als Operationsgebiet zugeordnet ist, verbleibt die Verantwortung für Evakuierungen von Zivilisten (noncombatant evacuation operations (NEO)), Antiterrorplanungen für US-Diplomatiemissionen (counterterrorism (CT) planning) und der Schutz der Truppen östlich des 100. Längengrades beim PACOM (siehe Abbildung Zuständigkeitsbereich von PACOM). EUCOM und PACOM haben hier die Aufgabe, die Zusammenarbeit effektiv zu gestalten, um den Sicherheitsbestrebungen der USA gerecht zu werden.

## Auftrag und Zuständigkeit

Zuständigkeitsbereich des PACOM (blau)

Das USINDOPACOM ist das Oberkommando aller US-Truppen im pazifischen Raum und dem Indischen Ozean.
Der Zuständigkeitsbereich erstreckt sich auf mehr als 50 % der Erdoberfläche, dies sind ca. 169 Mio. km². Der Bereich erstreckt sich von der Westküste der USA bis zur Ostküste Afrikas, mit Ausnahme der Gewässer nördlich des 5. südlichen Breiten- und des 68. östlichen Längengrades, die in die Zuständigkeit des United States Central Command (CENTCOM) fallen. In Nord-Süd-Ausdehnung erstreckt sich die Zuständigkeit von der Arktis bis zur Antarktis, inklusive des US-Bundesstaats Hawaii und Truppen in Alaska. Dies betrifft eine Fläche von über 100 Millionen Quadratmeilen, 16 Zeitzonen, nahezu 60 % der Weltbevölkerung, 43 Länder und fünf der sieben gegenseitigen Verteidigungsabkommen der USA (Philippinen, Australien und Neuseeland, Südkorea, Thailand und Japan).

## Unterstellte Kommandos und Einheiten
Dem US Indo-Pacific Command sind ca. 300.000 Soldaten aller US-Teilstreitkräfte und damit mehr als 20 % aller aktiven US-Truppen unterstellt. Diese Truppenteile untergliedern sich in drei Kategorien: vorgelagert eingesetzte (ca. 100.000), vorgelagert stationierte und in den USA stationierte.
In der operativen Kommandokette unterstehen PACOM folgende Kommandos:
- US Army Pacific (USARPAC)
  - Hauptquartier, I. Korps, in Fort Lewis (Washington)
  - 25. US-Infanteriedivision, auf Hawaii und in Alaska
  - US Army, Japan, in Japan
  - US Army Chemical Activity Pacific, auf Johnston Island
  - 9. Regionales Unterstützungskommando

- Commander, US Pacific Fleet (COMPACFLT)
  - 3. US-Flotte, Pearl Harbor (Hawaii)
  - 7. US-Flotte, in Yokosuka (Japan)

- US Marine Forces Pacific (MarForPac)
  - I. Marine Expeditionary Force, Camp Pendleton (Kalifornien)
  - III. Marine Expeditionary Force, Camp Courtney in Gushikawa auf Okinawa

- US Pacific Air Forces (PACAF)
  - Fifth Air Force, Yokota Air Base (Japan)
  - Seventh Air Force, Osan Air Base (Südkorea)
  - Eleventh Air Force, Elmendorf Air Force Base (Alaska)
  - Thirteenth Air Force, Joint Base Pearl Harbor-Hickam, Oʻahu (Hawaii)

- US Special Operations Command Pacific (SOCPAC), Camp H. M. Smith, Oʻahu (Hawaii)
  - Joint Task Force 510
  - Joint Special Operation Task Force - Philippines
  - 1st Special Forces Group
  - 353rd Special Operations Group

Dem PACOM sind drei weitere regionale Verbundkommandos (Sub Unified Commands) unterstellt:
- US Alaskan Command (Elmendorf Air Force Base, Anchorage)
- US Forces Japan (Yokota AB)
- US Forces Korea/Combined Forces Command (Yongsan Army Garnison, Seoul). Dieses Kommando ist selbst ein Verbundstreitkräftekommando und steht genau wie das PACOM unter dem Befehl eines Vier-Sterne-Generals. Das Kommando besteht aus:
  - 8. US-Armee (Yongsan Army Garnison, Seoul)
  - Seventh Air Force (7. Luftflotte)
  - Commander, US Naval Forces Korea (NAVFOR-K)
  - Marine Forces Korea (MARFOR-K)
  - US Special Operations Command Korea (SOCKOR)

Weitere angegliederte Unterstützungseinheiten:
- Asien-Pazifik-Zentrum für Sicherheitsstudien (Daniel K. Inouye Asia-Pacific Center for Security Studies; APCSS) in Honolulu, Hawaii[14]
- Vereinigtes Nachrichtendienstzentrum Pazifik (Joint Intelligence Center Pacific) am Joint Base Pearl Harbor-Hickam (JBPH-H), Hawaii[15]
- Zentrum für Katastrophenmanagement und Studien der humanitären Hilfe (Center of Excellence in Disaster Management and Humanitarian Assistance) in Zusammenarbeit mit der University of Hawaii at Mānoa; Tripler Army Medical Center, Hawaii[16]
- Defense POW/MIA Accounting Agency (vormals Joint POW/MIA Accounting Command) zur Suche nach Kriegsgefangenen und vermissten Soldaten am Joint Base Pearl Harbor-Hickam (JBPH-H), Hawaii

## Führung

### Stab
(Stand: 3. Mai 2024)
Den Oberbefehl als Commander, US Indo-Pacific Command (CDRUSINDOPACOM) hat Admiral Samuel Paparo seit dem 3. Mai 2024 inne.
Das Hauptquartier von USINDOPACOM befindet sich auf der US Marine Corps Basis Camp H. M. Smith auf der Insel Oʻahu (Hawaii) und beschäftigt mehr als 530 Soldaten der US Army, US Navy, US Air Force und des US Marine Corps sowie 110 zivile Angestellte.

### Befehlshaber
| Nummer  | Bild | Name                   | Teilstreitkraft | Amtsantritt        | Amtsaustritt       |
| ------- | ---- | ---------------------- | --------------- | ------------------ | ------------------ |
| 1       |      | John H. Towers*        | USN             | 1. Januar 1947     | 28. Februar 1947   |
| 2       |      | Louis E. Denfeld*      | USN             | 28. Februar 1947   | 3. Dezember 1947   |
| 3       |      | DeWitt C. Ramsey*      | USN             | 12. Januar 1948    | 30. April 1949     |
| 4       |      | Arthur W. Radford*     | USN             | 30. April 1949     | 10. Juli 1953      |
| 5       |      | Felix B. Stump*        | USN             | 10. Juli 1953      | 31. Juli 1958      |
| 6       |      | Harry D. Felt          | USN             | 31. Juli 1958      | 30. Juni 1964      |
| 7       |      | Ulysses S. Grant Sharp | USN             | 30. Juni 1964      | 31. Juli 1968      |
| 8       |      | John S. McCain, Jr.    | USN             | 31. Juli 1968      | 1. September 1972  |
| 9       |      | Noel A. M. Gayler      | USN             | 1. September 1972  | 30. August 1976    |
| 10      |      | Maurice F. Weisner     | USN             | 30. August 1976    | 31. Oktober 1979   |
| 11      |      | Robert L. J. Long      | USN             | 31. Oktober 1979   | 1. Juli 1983       |
| 12      |      | William J. Crowe, Jr.  | USN             | 1. Juli 1983       | 18. September 1985 |
| 13      |      | Ronald J. Hays         | USN             | 18. September 1985 | 30. September 1988 |
| 14      |      | Huntington Hardisty    | USN             | 30. September 1988 | 1. März 1991       |
| 15      |      | Charles R. Larson      | USN             | 1. März 1991       | 11. Juli 1994      |
| Interim |      | Harold T. Fields       | USA             | 11. Juli 1994      | 19. Juli 1994      |
| 16      |      | Richard C. Macke       | USN             | 19. Juli 1994      | 31. Januar 1996    |
| 17      |      | Joseph W. Prueher      | USN             | 31. Januar 1996    | 20. Februar 1999   |
| 18      |      | Dennis C. Blair        | USN             | 20. Februar 1999   | 2. Mai 2002        |
| 19      |      | Thomas B. Fargo        | USN             | 2. Mai 2002        | 26. Februar 2005   |
| 20      |      | William J. Fallon      | USN             | 26. Februar 2005   | 12. März 2007      |
| Interim |      | Daniel P. Leaf         | USAF            | 12. März 2007      | 26. März 2007      |
| 21      |      | Timothy J. Keating     | USN             | 26. März 2007      | 19. Oktober 2009   |
| 22      |      | Robert F. Willard      | USN             | 19. Oktober 2009   | 9. März 2012       |
| 23      |      | Samuel J. Locklear     | USN             | 9. März 2012       | 27. Mai 2015       |
| 24      |      | Harry B. Harris, Jr.   | USN             | 27. Mai 2015       | 30. Mai 2018       |
| 25      |      | Philip S. Davidson     | USN             | 30. Mai 2018       | 30. April 2021     |
| 26      |      | John C. Aquilino       | USN             | 30. April 2021     | 3. Mai 2024        |
| 27      |      | Samuel Paparo          | USN             | 3. Mai 2024        | amtierend          |

* Zwischen 1947 und 1958 war der Befehlshaber von PACOM auch gleichzeitig der Befehlshaber der US-Pazifikflotte.